# Walter Krüger (SS-Obergruppenführer)
Walter Krüger, född 27 februari 1890 i Strassburg, död 22 maj 1945 i Lettiska SSR, var en tysk SS-Obergruppenführer och general i Waffen-SS.

## Biografi
Walter Krüger var son till en officer. Som underlöjtnant stred han i första världskriget. Efter kriget gick han in i en frikår och tjänstgjorde i Baltikum. År 1935 anslöt sig Krüger till SS-Verfügungstruppe. Vid officersskolan i Bad Tölz verkade han som instruktör. Under andra världskriget förde han befäl över flera olika enheter inom Waffen-SS, bland annat Divisionen "Das Reich". Slutligen stred han i den så kallade Kurlandfickan i Lettland. Kort efter Tysklands kapitulation i maj 1945 begick Krüger självmord genom att skjuta sig.

## Befordringar i SS
- Obersturmbannführer: 30 april 1935 (Krüger inträdde i SS med denna tjänstegrad.)
- Standartenführer: 30 januari 1939
- Brigadeführer och generalmajor i Waffen-SS: 20 april 1941
- Gruppenführer och generallöjtnant i Waffen-SS: 30 januari 1942
- Obergruppenführer och general i Waffen-SS: 21 juni 1944

## Utmärkelser i urval
- Riddarkorset av Järnkorset: 13 september 1941
  - Eklöv: 31 augusti 1943
  - Svärd: 11 januari 1945